# Phyteuma cordatum
Phyteuma cordatum là loài thực vật có hoa trong họ Hoa chuông. Loài này được Balb. miêu tả khoa học đầu tiên năm 1809.